# Финогенова, Надежда Тимофеевна
Надежда Тимофеевна Финогенова (19 марта 1926 — 10 октября 2012) — советский, российский театровед, цирковед, редактор книг по теории и практике различных жанров эстрады и сценических искусств.

## Биография
Отец — Финогенов Тимофей Захарович. Отчим — Осипов Геннадий Владимирович (с 1940 г.). Мать — Баскина Вера Павловна. Муж — Юрий Нехорошев. Сын — Александр Нехорошев.
Родилась 19 марта 1926 года в г. Харцызск Донецкой области.
1932 — пережила тяжелейший голод на Украине.
Мать, которая была в разводе, забрала ее в Москву, где работала машинисткой и брала уроки вокала. С помощью дяди Александра Павловича Баскина, профессионального революционера, работавшего в секретариате Н. К. Крупской, удалось определить юную Надежду в специализированный детский дом в Москве, где, начиная с 1935 года воспитывались дети участников гражданской войны в Испании.
1940 — завершение пребывания в детском доме.
1945—1948 — работала киномехаником в различных организациях и кинотеатрах г. Москвы, училась в библиотечном техникуме.
1948—1953 — учеба в Государственном институте театрального искусства (ГИТИС) на театроведческом факультете (мастер П. А. Марков, завлит МХАТ в 1924—1949 годах).
В 1953 году окончила театроведческий факультет ГИТИСа. C 1957 года начала работать редактором в издательстве «Искусство». В 1967 году вступила в КПСС. В 1974 году окончила Высшую партийную школу при ЦК КПСС и стала заведующей редакции литературы по эстраде, цирку и народному сценическому творчеству упомянутого издательства, где и проработала по 1992 год (последние годы — консультантом).

## Редакторская работа
В качестве редактора и заведующей редакцией выпустила десятки книг (по состоянию на 1979 год более двадцати книг по вопросам циркового искусства было подготовлено ею к выпуску). Среди них:
- Александров-Федотов А. «Ты покоришься мне, тигр!» (1969)[2];
- Кузнецов Е. «Цирк» (2 изд. 1971)[2];
- Поляков В. «Товарищ смех» (1976)[2];
- Местечкин М. «В театре и в цирке» (1976)[2];
- Дмитриев Ю. «Цирк в России. От истоков до 1917» (1977)[2];
- Вульф В. «А. И. Степанова — актриса Художественного театра»;
- Вульф В. «От Бродвея немного в сторону»;
- Вадимов А., Тривас М. «От магов древности до иллюзионистов наших дней»;
- Таланов А. «Братья Дуровы»;
- Сб. «Московский Художественный театр в советскую эпоху»;
- Берто С. «Эдит Пиаф»;
- Славский Р. «Виталий Лазаренко»;
- Гарги Б. «Театр и танец Индии»;
- Сб. «Игорю Ильинскому — артисту и человеку»;
- Грекова-Дашковская О. «Старые мастера оперетты»;
- Нурджанов Н. «Таджикский театр»;
- Кох З. «Вся жизнь в цирке»;
- Кинкулькина Н. «Александр Санин. Жизнь и творчество».